# Azagor
Azagor este o comună rurală din departamentul Dakoro, regiunea Maradi, Niger, cu o populație de 3.635 de locuitori (2001).